# Сараево (Калужская область)
Сараево — упразднённая деревня в Мещовском районе Калужской области России.

## Топоним
Получила имя по названию пустоши Сараевской, на которой была основана.

## География
Урочище находится в центральной части Калужской области, в зоне хвойно-широколиственных лесов, в пределах Барятинско-Сухиничской равнины, к востоку от автодороги 29Н-314, на расстоянии примерно 6 километров (по прямой) к северо-востоку от города Мещовска, административного центра района.
К востоку от деревни, до революции, располагалось выселки Сараевские (сельцо Новоспасское).
К юго-западу, до Великой Отечественной войны, находились Лубковские Хутора

## История
Основана деревня в первой половине XIX века выходцами из сц.Заньково как Сараевские хутора на землях, именовавшихся в Экономических Примечаниях к Плану Генерального Межевания (кон.XVIII в., ещё до основания деревни) "Пустошь Сараевская":  
«53. Пустошь Сараевская князя Володимера Борисовича Голицына, да князя Петра Алексеевича Кезловскаго в безспорном отводе.  

На правых сторонах речек большой Нитвы и Недвишки, земля иловая, хлеб и покосы средственны, лес дровяной.»  
Крестьяне являлись прихожанами Петропавловской церкви г.Мещовска, а с 1874 г. - церкви Николая Чудотворца в с.Медведки.
С 1931 по 08.06.1950 в деревне действовал колхоз "Личный труд", Воронцовского сельсовета. Впоследствии деревня относилась к колхозу "им.Сталина".
Упразднена в 1990-х гг.